# Hadżdżi Wali
Hadżdżi Wali (arab. حاجي ولي) – wieś w Syrii, w muhafazie Aleppo, w dystrykcie Al-Bab. W 2004 roku liczyła 187 mieszkańców.